# 3489 Lottie
3489 Lottie је астероид главног астероидног појаса са средњом удаљеношћу од Сунца која износи 2,408 астрономских јединица (АЈ).
Апсолутна магнитуда астероида је 13,2.